# Santa Clara La Laguna
Pour les articles homonymes, voir Santa Clara.
Santa Clara La Laguna est une ville du Guatemala dans le département de Sololá.